# Woodbury (Geórgia)
Woodbury é uma cidade localizada no estado americano de Geórgia, no Condado de Meriwether.

## Demografia
Segundo o censo americano de 2000, a sua população era de 1184 habitantes.
Em 2006, foi estimada uma população de 1089, um decréscimo de 95 (-8.0%).

## Geografia
De acordo com o United States Census Bureau tem uma área de
5,2 km², dos quais 5,2 km² cobertos por terra e 0,0 km² cobertos por água. Woodbury localiza-se a aproximadamente 235 m acima do nível do mar.

## Localidades na vizinhança
O diagrama seguinte representa as localidades num raio de 20 km ao redor de Woodbury.

## Na cultura popular
Woodbury é destaque na série em quadrinhos The Walking Dead como um assentamento de sobreviventes fortificado dirigido por um líder chamado O Governador durante um apocalipse zumbi. No entanto, na série de televisão de mesmo nome, as cenas de Woodbury são filmadas em Senoia, Geórgia.